# Milkis
Milkis (Hangul: 밀키스) es una bebida producida por Lotte Chilsung, una empresa coreana de bebidas. Es una bebida muy popular en Corea del Sur, estando siendo ampliamente disponible en todo el mundo.
Combina muchos de los elementos comunes de las tradicionales bebidas gaseosas tales como jarabe de maíz, azúcar y agua carbonatada con la leche para crear un sabor cremoso, su etiqueta proclama "nueva sensación de bebidas gaseosas". Milkis está disponible en los sabores naranja, fresa, mango, melón y plátano.

## Historia
Milkis se puso en marcha en 1989 con una campaña de marketing enorme, sobre todo con la aparición de la estrella de cine de Hong Kong Chow Yun-fat en sus anuncios de televisión. Chow estaba disfrutando de gran popularidad por el éxito de la película A Better Tomorrow, y sus palabras en una frase decían "Saranghaeyo, Milkis!" (사랑해요, 밀키스 Te amo, Milkis!) Con su acento fuerte se convirtió en un gran éxito;. Las ventas se dispararon y el lema sigue siendo uno de los más populares.